# Regina (Saskatchewan)
Regina [ɹɪˈdʒaɪnə] (offiziell: City of Regina) ist die Hauptstadt der kanadischen Provinz Saskatchewan. Am 19. Juni 1903 erhielt sie die Stadtrechte (city) und wurde am 23. Mai 1906 von der ersten Provinzregierung unter Walter Scott zur Hauptstadt der im Jahr zuvor gegründeten Provinz erklärt.
Nach der Volkszählung des Jahres 2016 umfasste die Bevölkerung im Stadtbereich Reginas 215.106 Einwohner, wovon 105.915 (49,24 %) männlich und 109.190 (50,76 %) weiblich waren. Das Durchschnittsalter (median age) betrug 38,4 Jahre (m: 37,2, w: 38,8), wobei 86,6 % der Bevölkerung 15 Jahre oder älter waren. Die Metropolregion von Regina hat 236.481 Einwohner.
Regina ist die kanadische Stadt, die mit einer nördlichen Breite von 50°26’ und einer westlichen Länge von 104°37′ dem geografischen Zentrum Nordamerikas am nächsten kommt.

## Geschichte
Regina wurde 1882 gegründet, als die Canadian Pacific Railway eine transkontinentale Eisenbahn durch die Region baute. Der Ort für die Stadtgründung mitten in der trockenen, baumlosen Prärie wurde vom Politiker Edgar Dewdney festgelegt, vermutlich weil er dort Land erworben hatte. In der Region hatten indigene Völker Bisonknochen aufgestapelt, um die Geister der Tiere zu ehren, nachdem diese zunehmend von europäischen Jägern dezimiert wurden. Daher war die Stadt zunächst als „Pile of Bones“ (Knochenhaufen) bekannt, eine Übersetzung aus dem Cree „Oskana Kâ-asastêki“. 1882 wurde die Stadt zu Ehren von Königin Victoria in Regina (lat. „Königin“) umbenannt.

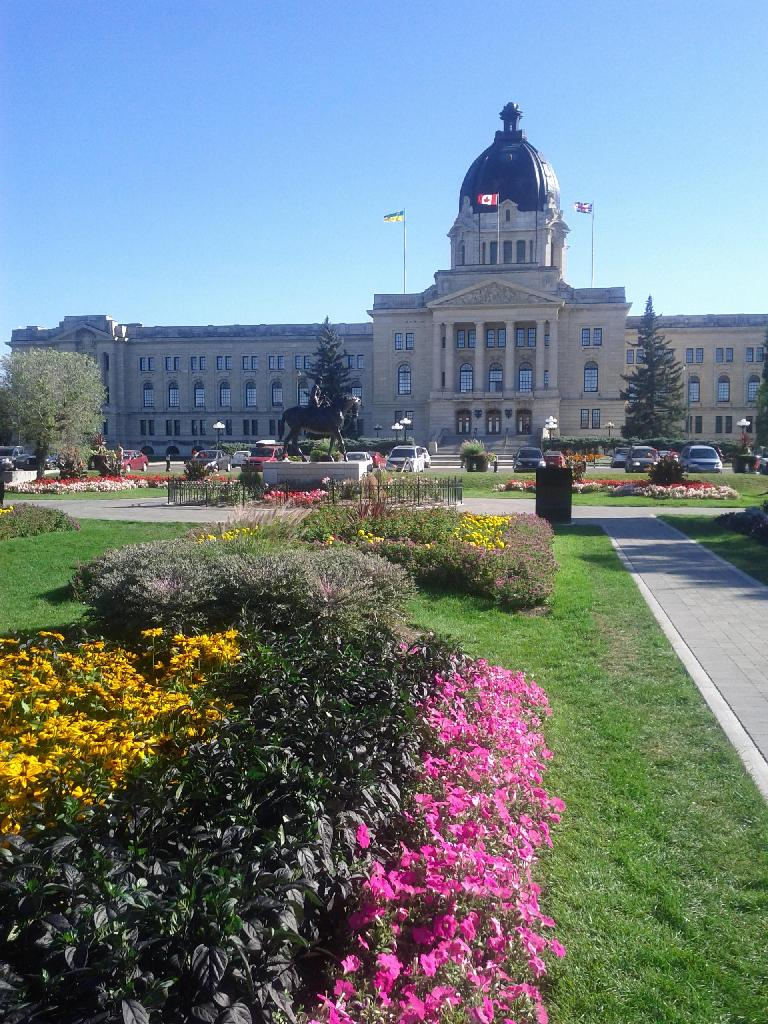
Das Saskatchewan Legislative Building, Sitz des Provinzparlaments

1883 wurde Regina die neue Hauptstadt der Nordwest-Territorien. Bis zur Gründung Saskatchewans 1905 blieb Regina die Hauptstadt des Territoriums. Am 1. Dezember 1883 wurde Regina offiziell zur Stadt (town) erklärt.  Der erste Bürgermeister, David Scott, wurde am 10. Januar 1884 gewählt.
Ein weniger rühmliches Kapitel der Stadtgeschichte ist die Auslieferung Louis Riels hierher nach seiner Niederlage gegen die Regierungstruppen in der Nordwest-Rebellion. Riel wurde des Hochverrats für schuldig befunden und am 16. November 1885 gehängt.  Die Gerichtsverhandlung wird jeden Sommer als Theaterstück aufgeführt (The Trial of Louis Riel).
Von 1892 bis 1920 war Regina das Hauptquartier der North West Mounted Police und ist seitdem das westliche Hauptquartier der Royal Canadian Mounted Police und Standort der RCMP-Trainingsakademie. Hier wird auch jeden Sommer der RCMP Musical Ride veranstaltet.
Mit mehr als 3000 Einwohnern wurde Regina am 19. Juni 1903 zur city, mit Jacob W. Smith als erstem Bürgermeister, erhoben. Nachdem Saskatchewan am 1. September 1905 Provinz geworden war, wurde Regina offiziell am 23. Mai 1906 zur Hauptstadt. 1908 wurde das erste Rathaus eröffnet, während die Bauarbeiten für die Parlamentsgebäude der Provinz am Wascana Lake begannen.
Am 4. März 1910 wurde in Regina ein römisch-katholisches Bistum errichtet, das 1915 zum Erzbistum Regina erhoben wurde. Bischofskirche ist die Holy Rosary Cathedral, die 1912 erbaut und am 29. Juni 1913 geweiht wurde.
Am 30. Juni 1912 verwüstete ein Tornado die Stadt, tötete 28 Menschen, verletzte Hunderte und zerstörte mehr als 400 Gebäude. Es dauerte mehr als zwei Jahre, bis der auf fünf Millionen Dollar geschätzte Schaden repariert war.

### Regina Riot
Die Weltwirtschaftskrise der 1930er Jahre verursachte im Westen Kanadas massive Arbeitslosigkeit. Als die Frustration der Arbeitslosen wuchs, bestiegen 1300 Menschen in Vancouver Züge nach Ottawa, um Arbeit von der Bundesregierung zu fordern. Die Situation eskalierte in Regina, wo die Zahl der Protestierenden auf 1800 angewachsen war, als Premierminister Bennett intervenierte und anordnete, den Protest aufzulösen. Am 1. Juli 1935 erreichten die Proteste im sogenannten Regina Riot einen gewalttätigen Höhepunkt. Während der dreistündigen Kämpfe kamen zwei Menschen ums Leben, darunter ein Polizist. Hunderte Protestierende, Polizeibeamte und Zuschauer wurden verletzt.

## Klima
|                        | Jan   | Feb   | Mär   | Apr  | Mai  | Jun  | Jul  | Aug  | Sep  | Okt  | Nov   | Dez   |   |       |
| Mittl. Temperatur (°C) | −16,2 | −11,9 | −5,0  | 4,5  | 11,7 | 16,4 | 18,8 | 18,0 | 11,7 | 4,8  | −5,5  | −13,2 | ⌀ | 2,9   |
| Mittl. Tagesmax. (°C)  | −10,7 | −6,7  | 0,3   | 10,9 | 18,8 | 23,2 | 25,7 | 25,3 | 18,7 | 11,5 | −0,2  | −7,9  | ⌀ | 9,1   |
| Mittl. Tagesmin. (°C)  | −21,6 | −17,1 | −10,3 | −2,0 | 4,6  | 9,6  | 11,8 | 10,7 | 4,6  | −2,0 | −10,7 | −18,5 | ⌀ | −3,3  |
|                        |       |       |       |      |      |      |      |      |      |      |       |       |   |       |
| Niederschlag (mm)      | 14,9  | 11,6  | 19,0  | 23,5 | 52,8 | 75,1 | 64,4 | 43,2 | 32,6 | 21,8 | 12,9  | 16,4  | Σ | 388,2 |
|                        |       |       |       |      |      |      |      |      |      |      |       |       |   |       |
| Sonnenstunden (h/d)    | 3,3   | 4,6   | 5,0   | 7,5  | 8,7  | 9,6  | 10,7 | 9,3  | 6,5  | 5,4  | 3,4   | 2,7   | ⌀ | 6,4   |
|                        |       |       |       |      |      |      |      |      |      |      |       |       |   |       |
| Regentage (d)          | 10,9  | 8,7   | 8,9   | 8,3  | 10,5 | 12,8 | 10,9 | 9,6  | 8,3  | 6,8  | 8,0   | 11,0  | Σ | 114,7 |

| −21,6 |

| −17,1 |

| −10,3 |

| −2,0 |

| 4,6 |

| 9,6 |

| 11,8 |

| 10,7 |

| 4,6 |

| −2,0 |

| −10,7 |

| −18,5 |

| −21,6 |

| −17,1 |

| −10,3 |

| −2,0 |

| 4,6 |

| 9,6 |

| 11,8 |

| 10,7 |

| 4,6 |

| −2,0 |

| −10,7 |

| −18,5 |

## Wirtschaft und Infrastruktur

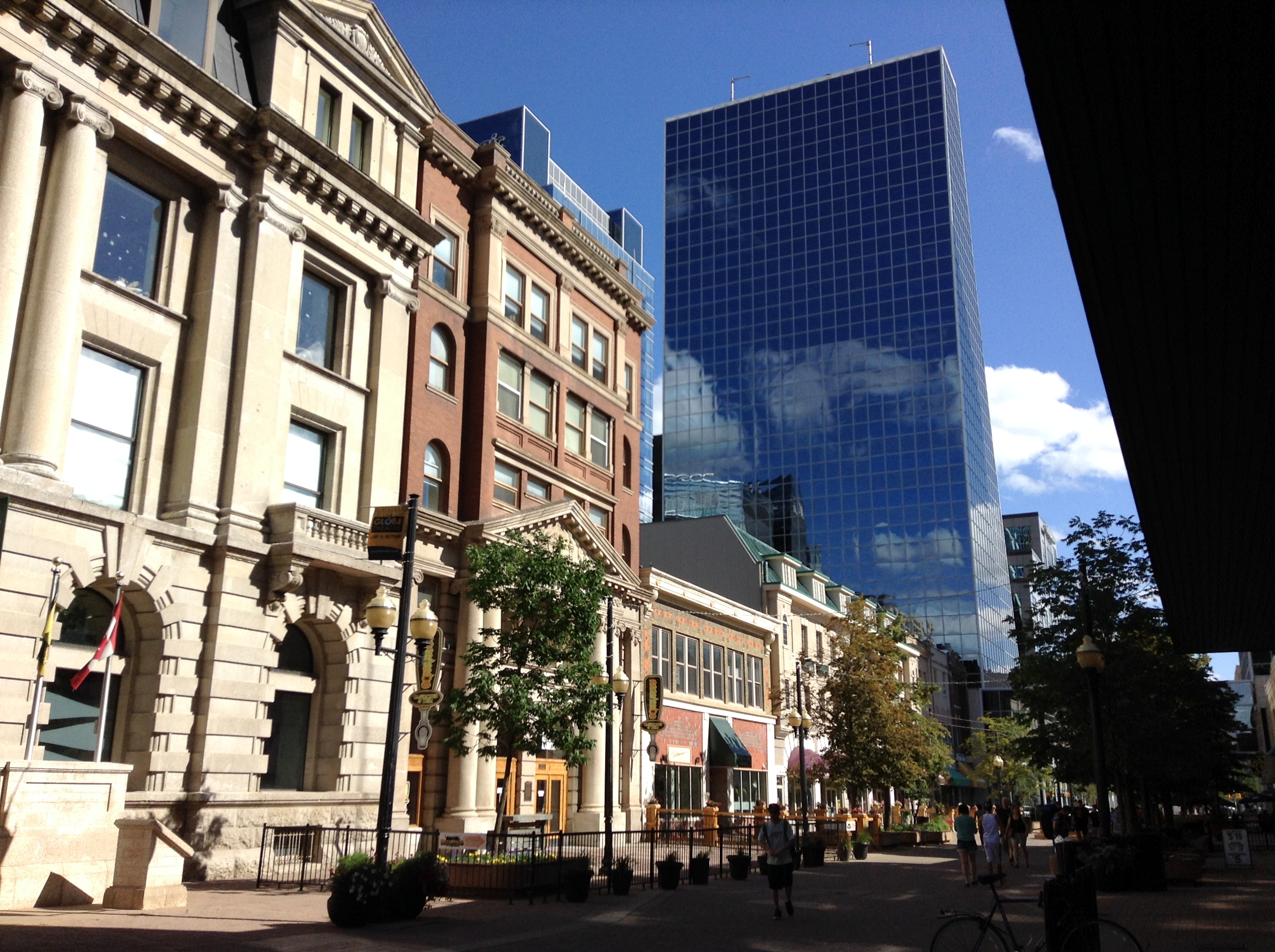
Downtown Regina

Die Wirtschaft der Stadt ist von der Rohstoffgewinnung und -verarbeitung, insbesondere Erdöl, Erdgas, Kaolinit, Natriumsulfit und Bentonit, geprägt. Die Landwirtschaft ist der zweite wichtige Wirtschaftszweig. Daneben tragen vor allem Technologie-Unternehmen, die sich vorwiegend im Innovation Place Research Park angesiedelt haben, zum wirtschaftlichen Wohlstand bei. Des Weiteren spielt der Dienstleistungssektor eine bedeutende Rolle in der Stadt.
Die größten Wirtschaftszweige in der Stadt sind:
- Stahl und produzierendes Gewerbe
- Informationstechnologie
- Energie und Rohstoffverarbeitung
- Finanzdienstleistungen und Versicherungen
- Agribusiness

In Regina befindet sich auch ein größeres Filmproduktionsstudio, die Canada Saskatchewan Production Studios. Das Studio ist das größte in der Provinz und wird für Kinofilmproduktionen, Fernsehsendungen und Serien genutzt.

## Bildung und Kultur

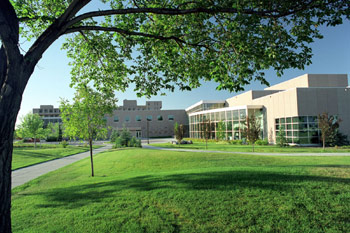
University of Regina, Teilansicht

Die University of Regina befindet sich im Südosten der Stadt und hat über 11.000 Studenten. Des Weiteren befindet sich das Saskatchewan Institute of Applied Science and Technology und die Royal Canadian Mounted Police Academy in der Stadt.
Das Regina Public School Board betreibt über 50 Grundschulen und folgende neun High Schools:
- Campbell Collegiate
- Balfour Collegiate
- Cochrane High School
- F. W. Johnson Collegiate
- Winston Knoll Collegiate
- Scott Collegiate
- Martin Collegiate
- Sheldon-Williams Collegiate
- Thom Collegiate
- Robert Usher Collegiate (zur Schließung vorgeschlagen)

Das Catholic School Board betreibt 23 Grundschulen und folgende fünf High Schools:

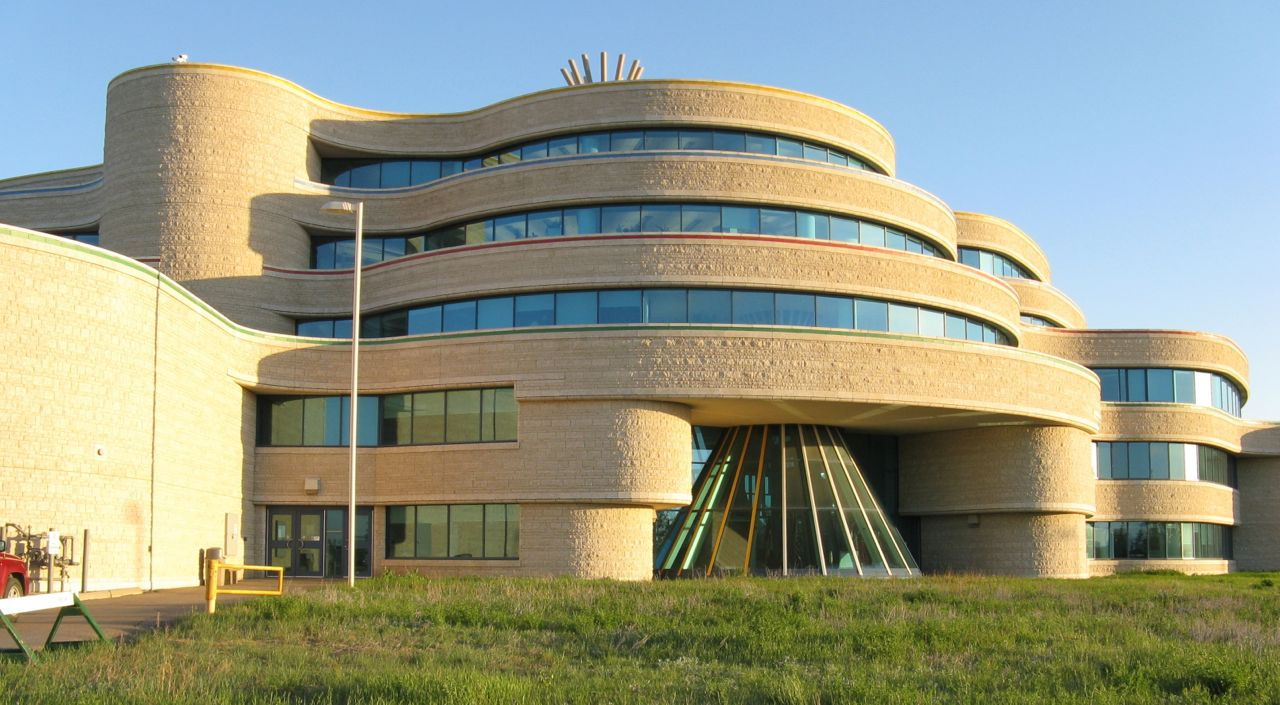
First Nations University

- Archbishop M.C. O’Neill High School
- Dr. Martin LeBoldus High School
- Michael A. Riffel High School
- Miller Comprehensive High School
- St. Luke School

Die First Nations University of Canada ist die erste und einzige indianische Universität Nordamerikas.
Im Jahre 1908 wurde das Regina Symphony Orchestra gegründet, ein professionelles Sinfonieorchester, das seit 1970 im Center for the Arts (jetzt Conexus Arts Centre) Sinfoniekonzerte spielt.
1998 wurde Into Eternity gegründet, eine Progressive-Death-Metal-Band.

## Veranstaltungen
Die Canadian Western Agribition ist eine einwöchige Landwirtschaftsmesse mit rund 85 000 Besuchern, die seit 1971 jährlich im November auf dem Veranstaltungsgelände REAL District in Regina stattfindet.

## Wascana Centre

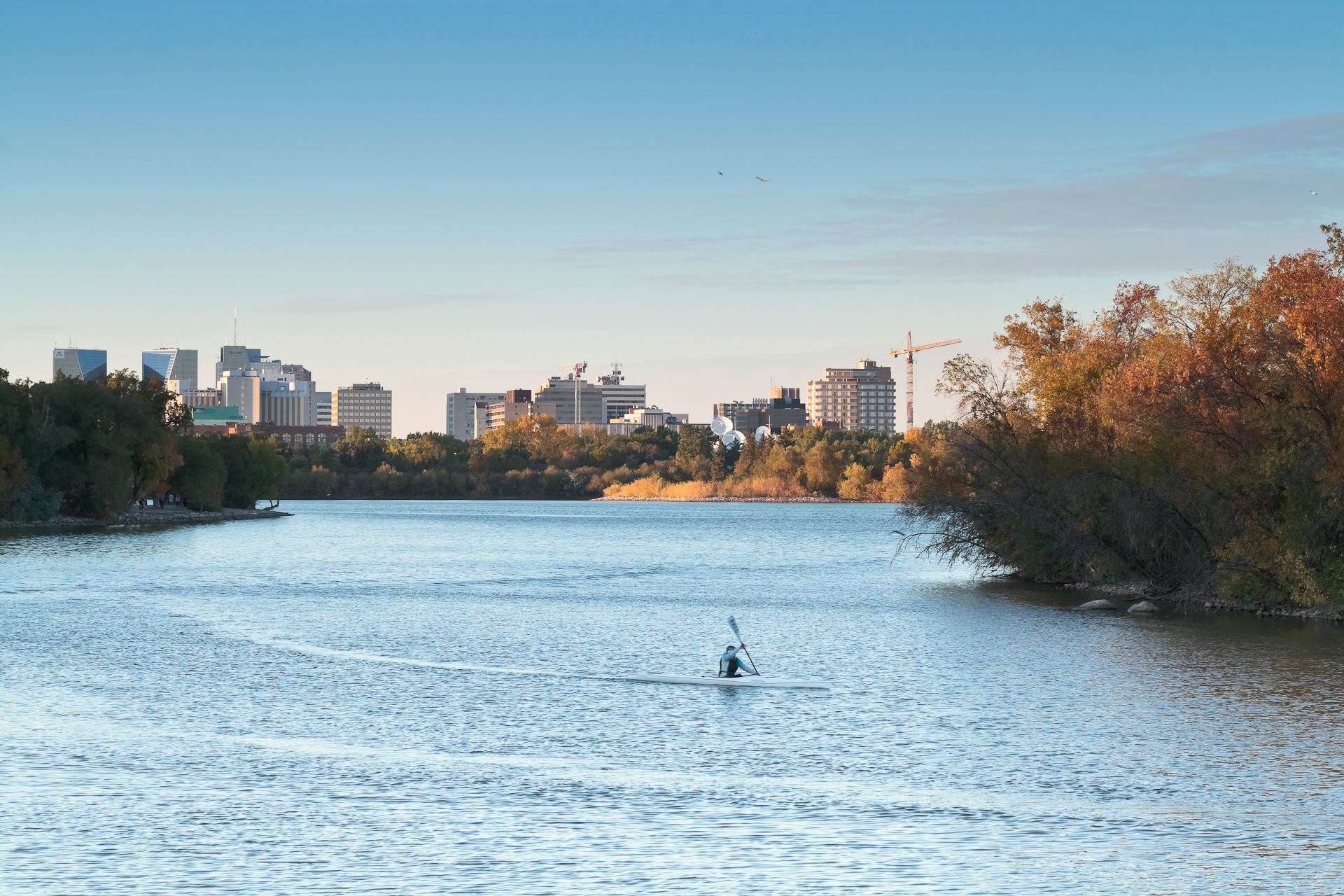
Blick über den Wascana Lake auf die Skyline Reginas

Das Wascana Centre (WC) ist ein 9,3 Quadratkilometer großer Park, der sich um den Wascana Lake erstreckt. Im WC gibt es auch einen Park für Wasservögel, der Gänsen und anderen Vögeln ein Zuhause bietet, die im Winter nicht in den Süden fliegen. Im Speakers Corner am Nordufer des Wascana Lake gibt es Gaslampen aus London und Birken aus Runnymede Meadow, wo König Johann 1215 die Magna Carta unterzeichnete.
Im Herbst und Winter 2003/04 wurde der Wascana Lake leergepumpt und anschließend ausgebaggert, um ihn fünf Meter tiefer zu machen. Dadurch sollte das Wachstum von Unkraut während der Sommermonate verringert werden. Das Projekt wurde Mitte März 2004 abgeschlossen.
In den 1930er Jahren wurde der See als Arbeitsbeschaffungsmaßnahme von 2100 Arbeitern nur mit Handwerkzeugen und Pferdekutschen verbreitert und ausgebaggert. Die Brücke der Albert Street, die den See überquert, ist im Guinness-Buch der Rekorde aufgeführt als die längste Brücke, die die kleinste Wassermenge überspannt.

## Verkehr
Die Stadt betreibt ein Busnetz, mit dem das Zentrum aus dem größten Teil des Stadtgebiets erreicht werden kann. Regina kann über verschiedene Straßen erreicht werden:
- den Trans-Canada Highway von Westen und Osten
- Highway 6 aus Norden und Süden, die Grenze zu den USA liegt 160 Kilometer südlich
- Highway 11 aus Norden / Nordwesten, Saskatoon liegt 250 Kilometer nordnordwestlich
- Highway 33 aus Südosten
- Highway 48 aus Nordwesten

Der Regina International Airport, der am westlichen Rand der Stadt liegt, hat zwei Start- und Landebahnen, von denen Flüge in die wichtigsten Städte Kanadas und nach Minneapolis (USA) angeboten werden. Der Flughafen wurde 2005 komplett renoviert und die Passagierfreundlichkeit erheblich verbessert.

## Städtepartnerschaften
Partnerstadt von Regina ist seit 1987 die Stadt Jinan in der Provinz Shandong der Volksrepublik China.